# Harā Bərəzaitī
Harā Bərəzaitī (de *Harā Bṛzatī signifiant « montagne rempart » ou « sentinelle élevée » en proto-iranien) est une montagne légendaire que traverse le soleil et autour de laquelle gravitent les étoiles, selon l'Avesta, un ensemble de textes sacrés dans le zoroastrisme.

## Étymologie
*Bṛzatī est la forme féminine de l'adjectif « *bṛzant- », « haut(e) », l'ancêtre de l'actuel persan « boland (بلند) » et de « barz/borz/berazandeh » (« mont »), apparentés au sanskrit « brihat (बृहत्) » ; Harā peut se traduite par « garde, vigie », par la racine indo-européenne *ser-, « protéger ». Harā Bərəzaitī est devenu Harborz en moyen perse, puis Alborz en persan moderne,.
Elle a donné son nom à l'Elbourz, une chaîne de montagnes principalement située en Iran, et à l'Elbrouz, un sommet volcanique du Caucase russe.

## Symbolisme religieux
Harā Bərəzaitī est la source de toutes les montagnes du monde, dont elles sont des projections latérales. Ainsi, l'Hindou Kouch est décrit dans Yasht 19.3 comme un éperon d'Harā Bərəzaitī. Elle est également le centre de l'univers, immédiatement entourée par les steppes de l'Airyanem Vaejah, la première des sept terres légendaires créées par Ahura Mazda. C'est un pôle autour duquel gravitent les étoiles et le soleil se cache derrière la montagne durant la nuit.